# Sághy Gyula
Sághy Gyula (Edelény (Borsod vármegye), 1844. május 8. – Budapest, 1916. szeptember 2.) jogtudós, egyetemi tanár, politikus.

## Életpályája
Középiskoláit Egerben és Esztergomban végezte; a jogot a pesti egyetemen és Heidelbergben hallgatta; 1866-ban ügyvédi vizsgát tett. 1868-1870 között a győri jogakadémián a római jog tanára, egyben 1869-től a pesti egyetem magántanára is volt. 1870-ben pesti egyetemi rendkívüli tanára, majd 1872-ben rendes tanára lett. 1914-ig tanított a pesti egyetemen. Az 1884-es választásokon mérsékelt ellenzéki programmal képviselővé választották Dunaszerdahelyen. Az 1887-es választásokon alulmaradt, de 1892-ben és 1896-ban már a Nemzeti Párt programjával lett képviselő a somorjai kerületben. Mikor pártja 1900-ban beolvadt a Szabadelvű Pártba egy rövid időre ő is csatlakozott (az 1901-es választásokon szabadelvű programmal nyert mandátumot), de az 1903-as nagy parlamenti csatározások hevében kilépett és az újjáalakított Nemzeti Párt tagja lett. Mikor ez a Függetlenségi és Negyvennyolcas Párthoz csatlakozott, ő is belépett, így az 1905-ös, 1906-os és az 1910-es választásokon is már e párt képviseletében lett a képviselőház tagja.
Több jogi dolgozatot tett közzé. Országgyűlési beszédei az Országgyűlési Naplóban jelentek meg.

## Művei
- A római ős alkotmány jogtörténeti jelentőségében (Pest, 1871)
- A kötelmi jog általános elmélete (1 – 2. rész. Bp., 1877 – 1913)

## Források

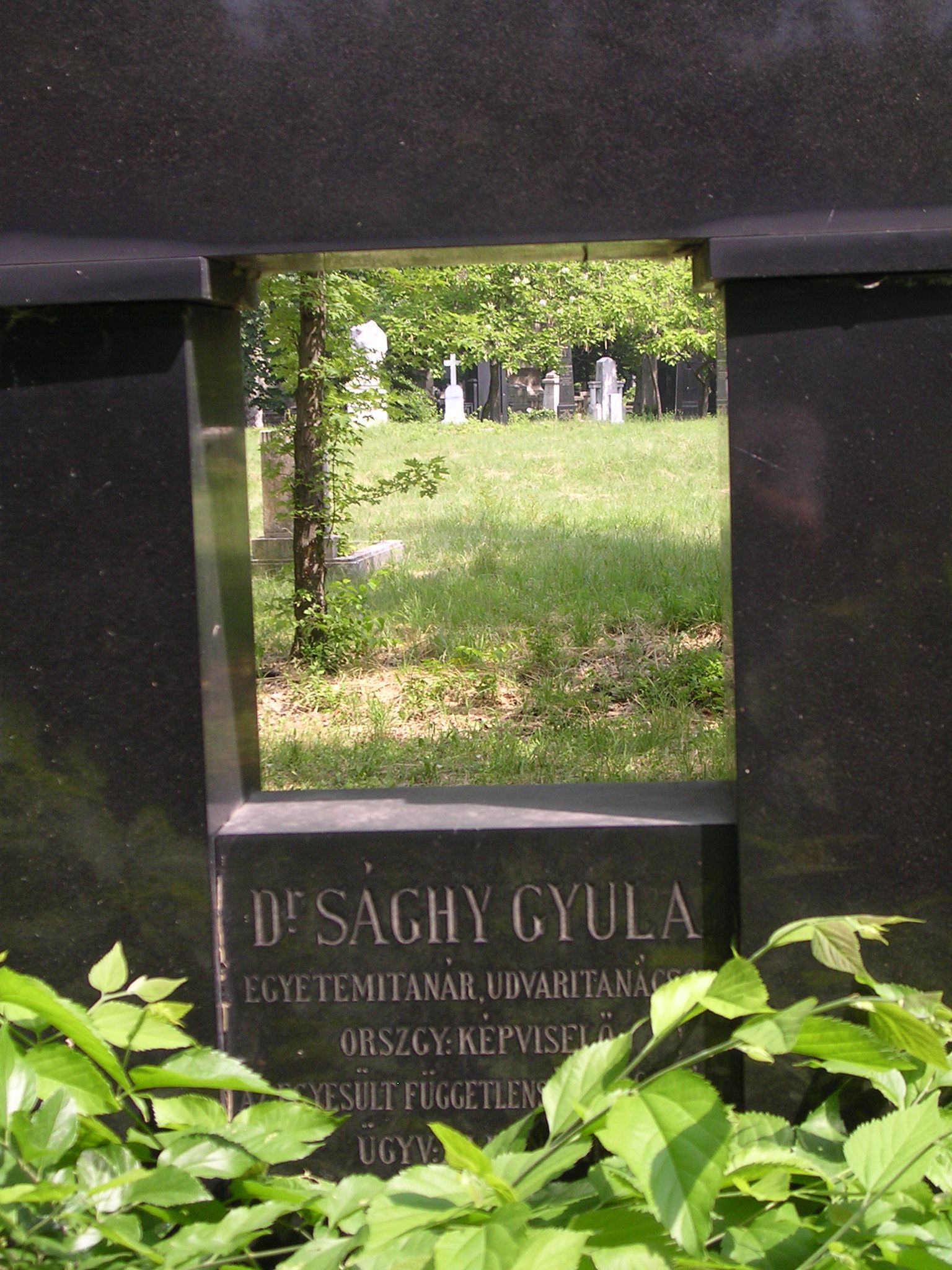
Sírja a Fiumei úti sírkertben (20/1-1-61)